# Queimadas (Paraíba)
Queimadas é um município brasileiro localizado na Região Metropolitana de Campina Grande, estado da Paraíba.

## Geografia

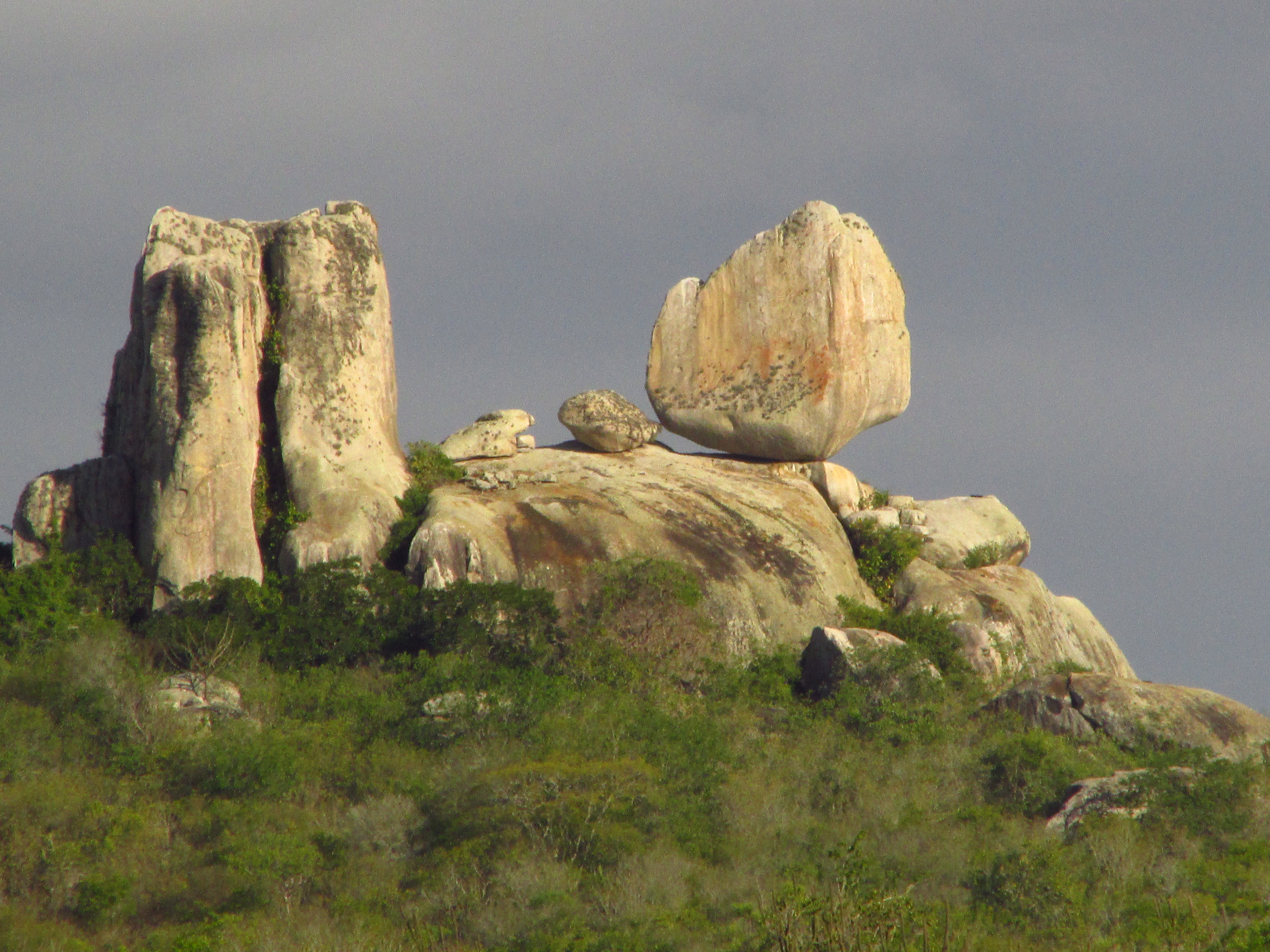
Formação rochosa do Planalto da Borborema em Queimadas, sítio Gravatá dos Trigueiros

O território de Queimadas cobre 402,748 km² de área (0,7132% da Paraíba), dos quais 7,9816 km² constituem áreas urbanas. Limita-se a norte com Campina Grande; a sul com Barra de Santana e Gado Bravo; a leste com Aroeiras e Fagundes e a oeste com Caturité e novamente Campina Grande. A distância rodoviária da cidade até João Pessoa, capital estadual, é de 140 km.
O relevo do município se insere tanto na Depressão Sertaneja, com relevo suave-ondulado, quanto no Planalto da Borborema, do qual faz parte a Serra do Bodopitá, com altitudes entre 450 e 550 metros. Há uma variedade de solos no município, sendo eles os solos bruno não cálcico (chamado de luvissolo no atual Sistema Brasileiro de Classificação de Solos), os solos litólicos (neossolo), o vertissolo e o solonetz solodizado (planossolo). Esses solos são todos cobertos pela vegetação da Caatinga.
Na hidrografia, Queimadas é atravessado pelo rio Bodocongó, afluente do Rio Paraíba. O clima local é semiárido.
| Dados climatológicos para Queimadas   | Dados climatológicos para Queimadas | Dados climatológicos para Queimadas | Dados climatológicos para Queimadas | Dados climatológicos para Queimadas | Dados climatológicos para Queimadas | Dados climatológicos para Queimadas | Dados climatológicos para Queimadas | Dados climatológicos para Queimadas | Dados climatológicos para Queimadas | Dados climatológicos para Queimadas | Dados climatológicos para Queimadas | Dados climatológicos para Queimadas | Dados climatológicos para Queimadas |
| Mês                                   | Jan                                 | Fev                                 | Mar                                 | Abr                                 | Mai                                 | Jun                                 | Jul                                 | Ago                                 | Set                                 | Out                                 | Nov                                 | Dez                                 | Ano                                 |
| ------------------------------------- | ----------------------------------- | ----------------------------------- | ----------------------------------- | ----------------------------------- | ----------------------------------- | ----------------------------------- | ----------------------------------- | ----------------------------------- | ----------------------------------- | ----------------------------------- | ----------------------------------- | ----------------------------------- | ----------------------------------- |
| Precipitação (mm)                     | 37,1                                | 50,4                                | 74,9                                | 93,2                                | 83,1                                | 94,4                                | 86,8                                | 45                                  | 18,2                                | 7,2                                 | 7,6                                 | 15,8                                | 613,7                               |
| Fonte: Atlas Pluviométrico da Paraíba |                                     |                                     |                                     |                                     |                                     |                                     |                                     |                                     |                                     |                                     |                                     |                                     |                                     |

## Política
- Confira em: Lista de Prefeitos de Queimadas (Paraíba).

## Bairros
O município possui os seguintes bairros:
- Aníbal Teixeira;
- Castanho;
- Centro;
- Conjunto Mariz;
- Vila;
- Vila Gomes;
- Ligeiro;
- Nova Cidade;
- Novo Horizonte;
- Cássio Cunha Lima;
- Bom Sucesso;
- Floresta;
- Ferraz;
- Massapê;
- Conjunto. Luna;
- Fazenda Velha;
- Castanho De Baixo;
- Cidade Tião Do Rego;
- Pé Da Serra;
- Bastião;
- Barracão;
- Capoeiras;
- Pedra Do Sino;
- Baixa Verde;
- Distrito Industrial;
- Capim De Planta;
- Maracajá;
- Malhada Grande;
- Caixa D'água;
- Guritiba;
- Verdes.

## Esportes
- Sociedade Esportiva Queimadense